# Судска власт Дома лордова
Дом лордова (енгл. House of Lords) био је највиши грађански суд Уједињеног Краљевства и највиши кривични суд Енглеске, Велса и Сјеверне Ирске.
Судску власт Дома лордова је 2009. године преузео Врховни суд Уједињеног Краљевства.

## Историја
Улога Парламента као највишег суда настала је од улоге краљевског суда, гдје је краљ изрицао правду. Када су основани нижи судови, Дом лордова је постао највиши грађански и кривични суд.
Првобитно, Парламент није разматрао жалбе као судске предмете, него је примао петиције и давао своје мишљење о пресудама нижих судова. Међутим, Дом комуна се одрекао примања петиција 1399. године и препустио то право Дому лордова које је преузео улогу највишег суда. Надлежност лордова је касније почела да се смањује; само пет случајева је разматрано између 1514. и 1589, а ниједан случај између 1589. и 1621. године. Дом лордова је вратио своју судску власт 1621. године и основао је Комитет за петиције. Секретари Парламента би доносили петиције пред Дом лордова, а затим би лордови одлучивали да ли се предмет треба разматрати у Комитету за петиције. Како се број петиција повећао, Комитет је стекао право да сам одбије да разматра петиције.
Петиције су понекад упућиване Дому лордова непосредно, без претходног првостепеног одлучивања о њима. Године 1667. краљ Чарлс II је упућивао предмете лордовима на одлучивање када не би успио да предмет ријеши арбитражом. Након суђења „Томас Скинер против Источноиндијске компаније“ и сукоба са Домом комуна, Дом лордова је престао да разматра пресуде у првом степену, и од тада је разматрао само пресуде у последњем степену.
Године 1707. Енглеска се ујединила са Шкотском и формирала Краљевину Велику Британију. Тада се појавило питање да ли Дом лордова треба да разматра предмете из шкотских судова. Године 1708. лордовима је упућена прва шкотска жалба и била је разматрана у Дому лордова. Године 1709. Дом лордова је наредио да се ниједна пресуда шкотских судова не може извршавати док траје апелациони поступак. Године 1713. Дом лордова је почео да разматра жалбе из шкотског највишег кривичног суда — Високог суда Шкотске. Године 1781. Дом лордова је оставио право Високог суду Шкотске да остане највиши кривични суд Шкотске и није више разматрао жалбе из шкотских кривичних предмета.

## Надлежност
Судска власт Дома лордова је била регулисана са Актом о апелационој надлежности 1876. (енгл. Appellate Jurisdiction Act 1876).
У грађанским предметима, Дом лордова је разматрао жалбе на пресуде Апелационог суда Енглеске и Велса, Апелационог суда Сјеверне Ирске и шкотског Court of Session. У неким изузетним случајевима, предмети из Високог суда Енглеске и Велса и Високог суда Сјеверне Ирске су могли бити непосредно упућени Дому лордова на посљедње одлучивање.
У кривичним предметима, Дом лордова је разматрао жалбе на пресуде Апелационог суда Енглеске и Велса, Високог суда Енглеске и Велса, Апелационог суда Сјеверне Ирске и Војног апелационог суда, али није разматрао жалбе на пресуде Високог суда Шкотске.
Дозволу да се жали на пресуде нижих судова је давао Жалбени комитет. Жалбени комитет се састојао од три лорда апелационе судије или редовна апелациона лорда. Није могао засједати док је Парламент био распуштен или тек отворен. Формално, дозвола за жалбу је била давана уколико би два солиситора потврдила важност предмета. Овакав поступак је био укинут у Енглеској (1934) и Сјеверној Ирској (1962), док је у Шкотској оваква пракса задржана.
Када би Жалбени комитет уважио жалбу, Апелациони комитет Дома лордова, који се најчешће састојао од пет редовних апелационих лордова или лордова апелационих судија, претресао је актуелне предмете. Било је потребно најмање четири правна лорда да би формирали Апелациони комитет. Седам лордова је могло засједати у веома важним предметима. Октобра 2004, Апелациони комитет од девет чланова, укључујући вишег правног лорда и другог вишег правног лорда, разматрао је уставност Акта о антитероризму, криминалу и безбједности 2001. (енгл. Anti-terrorism, Crime and Security Act 2001), и 16. децембра је пресудио против Владе са 8:1 гласова. Само пет апелационих комитета је садржавало девет чланова, а три су била након 2001. године.

## Поступак
Жалбе су раније разматране у сали Дома лордова. Лордови су засједали у редовним сједницама и након четири часа увече, отпочињале су судске сједнице. За вријеме Другог свјетског рата, сала Дома комуна је била бомбардована па је Дом комуна одржавао своје сједнице у сали Дома лордова. Судске сједнице Дома лордова су биле привремено премјештене у комитетску собу, како би избјегли буку од грађевинских поправки. Привремено премјештање је касније постало стално, и жалбе су од тада разматране у комитетској соби. Никакве судске тоге нису ношене са вријеме саслушања. Тада су сви редовни апелациони лордови чинили Апелациони комитет Дома лордова који је вршио судску власт у име Дома лордова. Апелациони комитет се могао састати док је Парламент био у редовном сазиву. Изузетно, када би монарх дозволио, Апелациони комитет се могао састати и док је Парламент био распуштен.
Пресуде су објављиване у сали Дома лордова у пуном засједању. Таква засједања су обично била уторком у два часа послије подне; никакви други предмети нису разматрани за вријеме оваквог засједања. Само правни лордови представљени у Апелационом комитету су могли говорити, док су други лордови могли слободно присуствовати, али су то ријетко чинили. Према Пословнику Дома лордова, на почетку сваког сазива Дома лордова су конституисана два жалбена и два апелациона комитета. Састав тих комитета је одређивао лорд канцелар, а касније је ту улогу препустио вишем правном лорду. Чланови комитета су могли бити само редовни апелациони лордови и други апелациони лордови, тј. пензионисане више судије.
Након што би свих пет чланова Апелационог комитета говорило, постављано је питање Дому лордова да ли прихвата извјештај од Апелационог комитета. Дом лордова је затим гласао о овом питању и свим питањима с њим повезаним; одлуке о овим питањима су формално представљале пресуде Дома лордова.
Ако је Дом лордова био ван редовног засједања, лорд канцелар или виши редовни апелациони лорд би позвали Дом лордова да се изјасни о пресудама. Судска засједања су се одвијала када је Парламент био у редовном засједању. У каснијим случајевима, засједања нису одржавана од стране цијелог Дома лордова, него од стране правних лордова који су дјеловали у име Дома лордова. Пресуде нису могле бити доношене за вријеме државног отварања Парламента. Никакви парламентарни послови у то вријеме нису вршени, осим полагања заклетве и избора спикера Дома комуна.